# Bubas bubalus
Bubas bubalus — вид жуків з підродини Scarabaeinae всередині родини пластинчатовусих. Поширений в центральній і північній Іспанії, в південній Франції, Португалії, Гібралтарі, Монако та Італії. Зустічається в помірному кліматі. Імаго зустрічаються на гної, з жовтня по липень.